# 始興郡 (中國)
始兴郡是中国孫吳至唐朝時設置的一個郡。

## 建置沿革

### 孫吳
甘露元年（265年），分桂阳南部都尉設置始兴郡，属荆州。治所曲江，在今广东韶关市和清远市北面一带。始興郡領有六縣：曲江、桂陽、始興、含洭、湞陽、中宿。

### 西晉
太康元年（280年），晉武帝平吳，始興郡改屬廣州。始興郡領有七縣：曲江、桂陽、始興、含洭、湞陽、中宿、陽山。

### 東晉
晉明帝太寧二年（324年），封王導為始興郡開國公，改始興太守為始興相。晉成帝時（325年－342年），始興郡改屬荊州。

### 南朝宋
永初元年（420年），降晉朝始興郡公為縣公，改始興相為始興太守。宋文帝元嘉十三年（436年），封皇子劉濬為始興郡王，改始興太守為始興內史。元嘉二十九年（452年），始興郡改屬广州。宋孝武帝元嘉三十年（453年），始興王劉濬被誅，封臧質為始興郡開國公，改始興內史為始興相，始興郡改屬湘州。宋明帝泰始六年（470年），立冈湲县，割始兴之封阳、阳山、含洭三县，立宋安郡。泰始七年（471年），改封始興郡公為蒼梧郡公，復改始興相為始興太守。泰豫元年（472年），省宋安郡及冈湲县，始興郡領域復舊，改始興郡為廣興郡。元徽元年（473年），還復蒼梧郡公先封，改廣興太守為廣興公相。

### 南朝齊
齊高帝建元元年（479年），削除前朝廣興郡公封爵，封皇子蕭鑑為廣興郡王，改廣興公相為廣興內史。後改廣興郡為始興郡。始興郡領有十縣：曲江、桂陽、仁化、陽山、令階、含洭、靈溪、中宿、貞陽、始興。

### 隋朝
隋文帝开皇元年（581年），隋灭陈，废始興郡，其地属广州。

### 唐朝
唐玄宗天寶元年（742年），改韶州為始興郡。初領曲江、始興、樂昌、翁源四縣，天寶中新置仁化、湞昌二縣。唐肅宗乾元元年（758年），復改始興郡為韶州。

## 行政長官

### 始興太守（265年—324年）
- 羊衜，孫吳时在任。[4]
- 修允[5]
- 尹虞，長沙人，西晉末年在任。[6]
- 嚴佐，西晉末年在任。[7]
- 鄧騫，字長真，長沙人，東晉時在任。[8]

### 始興相（324年—420年）
- 刁暢，渤海饒安人，東晉時在任。[9]
- 阮腆之，晉安帝时在任。[10]
- 徐道覆，晉安帝时在任。[11]
- 張茂度，吳郡吳人，晉安帝时在任。[12]
- 胡藩，字道序，豫章南昌人，晉安帝时在任。[13]
- 劉謙之，彭城呂人，晉安帝时在任。[10]

### 始興太守（420年—436年）
- 孫奉伯，宋武帝時在任。[14]
- 王准之，字元曾，琅邪臨沂人 ，宋武帝、少帝、文帝時在任。[15]
- 徐豁，宋文帝元嘉五年以前在任。[16]
- 鄭愔，滎陽開封人，宋文帝時在任。[17]
- 蔡茂之，濟陽考城人，宋文帝時在任。[18]
- 劉懷義，彭城人，南朝宋時在任。[19]

### 始興內史（436年—453年）
- 陸徽，宋文帝元嘉十五年以前在任。[16]
- 檀和之，宋文帝元嘉二十年以前在任。[16]
- 劉珽，平原平原人，宋文帝時在任。[20]
- 荀赤松，宋文帝元嘉末年在任。[21]

### 始興相（453年—471年）
- 沈法系，宋孝武帝時在任。[22]
- 向柳，字玄季，河內山陽人，宋孝武帝時在任。[23]
- 殷孚，陳郡長平人，宋孝武帝時在任。[24]
- 韋希真，宋前廢帝時在任。[25]
- 王釗，琅邪臨沂人，宋明帝時在任。[26]
- 龐況之，河南人，宋明帝時在任。[27]
- 劉裒，東莞莒人，南朝宋時在任。[26]

### 廣興公相（473年—479年）
- 蕭賾，字宣遠，蘭陵人，宋順帝時在任。[28]
- 龐彌之，河南人，宋順帝時在任。[27]

### 始興內史（480年代—589年）
- 劉敕，齊武帝永明四年（486年）以前在任。[28]
- 房法乘，齊武帝永明六年（488年）以前在任。[28]
- 王詡，琅邪臨沂人，齊武帝時在任。[29]
- 蕭季敞，齊海陵王時（494年）在任。[29]
- 范雲，齊東昏侯永元元年（499年）以前在任。[30]
- 顏翻，齊東昏侯永元元年（499年）在任。[30]
- 王僧粲，齊東昏侯時在任。[31]
- 王僉，字公會，琅邪臨沂人，梁武帝時在任。[32]
- 何遠，字義方，東海郯人，梁武帝時在任。[33]
- 劉覽，字孝智，彭城安上里人，梁武帝時在任。[34]
- 司馬筠，字貞素，河內溫人，梁武帝時在任。[35]
- 蕭子範，字景則，蘭陵人，梁武帝時在任。[36]
- 蕭介，字茂鏡，蘭陵人，梁武帝時在任。[34]
- 江總，字總持，濟陽考城人，梁元帝時除，未就任。[37]
- 侯文捍，始興曲江人，陳文帝時在任。[38]
- 侯祕，始興曲江人，陳文帝時在任。[38]
- 錢道戢，字子韜，吳興長城人，陳文帝時在任。[39]
- 沈君理，字仲倫，吳興人，陳文帝時在任。[40]
- 王勇，陳宣帝時在任。[41]

## 國主

### 東晉始興國（324年—420年）
| 東晉始興國（324年—420年）  |              |        |      |             |          |
| 以平王敦之功封，食邑3000戶 |              |        |      |             |          |
| 代數                       | 封爵         | 謚     | 姓名 | 在位時間    | 備註     |
| 1                          | 始興郡開國公 | 文獻公 | 王導 | 324年—339年 |          |
|                            | 始興世子     | 貞世子 | 王悅 |             | 王導長子 |
| 2                          | 始興郡開國公 |        | 王琨 |             | 王悅弟子 |
| 3                          | 始興郡開國公 |        | 王嘏 |             | 王琨子   |
| 4                          | 始興郡開國公 |        | 王恢 | ？—420年    | 王嘏子   |
| 宋受禪，降封始興縣開國公   |              |        |      |             |          |

### 南朝宋始興國（436年—453年）
| 始興國（436年—453年） |          |    |      |             |              |
| 代數                  | 封爵     | 謚 | 姓名 | 在位時間    | 備註         |
| 1                     | 始興郡王 |    | 劉濬 | 436年—453年 | 宋文帝第二子 |
| 伏誅，國除            |          |    |      |             |              |

### 南朝宋始興國（453年—454年）
| 始興國（453年—454年）          |              |    |      |             |      |
| 以討元凶劉劭之功封，食邑3000戶 |              |    |      |             |      |
| 代數                           | 封爵         | 謚 | 姓名 | 在位時間    | 備註 |
| 1                              | 始興郡開國公 |    | 臧質 | 453年—454年 |      |
| 伏誅，國除                     |              |    |      |             |      |

### 南朝宋始興國/廣興國（454年—471年，473年—479年）
| 始興國（454年—471年）/廣興國（473年—479年） |              |      |        |             |            |
| 以討魯爽之功封，食邑3000戶                  |              |      |        |             |            |
| 代數                                        | 封爵         | 謚   | 姓名   | 在位時間    | 備註       |
| 1                                           | 始興郡開國公 | 襄公 | 沈慶之 | 454年—465年 |            |
| 2                                           | 廣興郡開國公 |      | 沈曇亮 | 473年—479年 | 沈慶之曾孫 |
| 齊受禪，國除                                |              |      |        |             |            |

### 南朝齊廣興國/始興國（479年—502年）
| 廣興國/始興國（479年—502年）丨食邑2000戶 |                   |      |        |             |              |
| 代數                                     | 封爵              | 謚   | 姓名   | 在位時間    | 備註         |
| 1                                        | 廣興郡王→始興郡王 | 簡王 | 蕭鑑   | 479年—491年 | 齊高帝第十子 |
| 2                                        | 始興郡王          |      | 蕭子某 | ？—502年    | 蕭鑑子       |
| 梁受禪，國除                             |                   |      |        |             |              |

### 南朝梁始興國（502年—557年）
| 始興國（502年—557年）\|食邑2000戶 |          |        |      |             |                |
| 代數                              | 封爵     | 謚     | 姓名 | 在位時間    | 備註           |
| 1                                 | 始興郡王 | 忠武王 | 蕭憺 | 502年—522年 | 梁文帝第十一子 |
| 2                                 | 始興嗣王 |        | 蕭亮 |             | 蕭憺子         |
| 3                                 | 始興蕃王 |        | 蕭毅 |             | 蕭亮子         |

### 南朝陳始興國（557年—589年）
| 始興國（557年—589年）丨食邑2000戶 |          |        |        |             |                |
| 代數                              | 封爵     | 謚     | 姓名   | 在位時間    | 備註           |
| 1                                 | 始興郡王 | 昭烈王 | 陳道譚 | 557年追封   | 陳景帝長子     |
| 2                                 | 始興郡王 |        | 陳頊   | 557年—559年 | 陳道譚第二子   |
| 3                                 | 始興郡王 |        | 陳伯茂 | 559年—568年 | 陳蒨第二子     |
| 4                                 | 始興郡王 |        | 陳叔陵 | 569年—581年 | 陳宣帝第二子   |
| 5                                 | 始興郡王 |        | 陳叔重 | 581年—589年 | 陳宣帝第十四子 |
| 陳亡，國除                        |          |        |        |             |                |

## 参見
- 韶州
- 韶州路
- 韶州府
- 韶关市